# 드워릭 스펜서

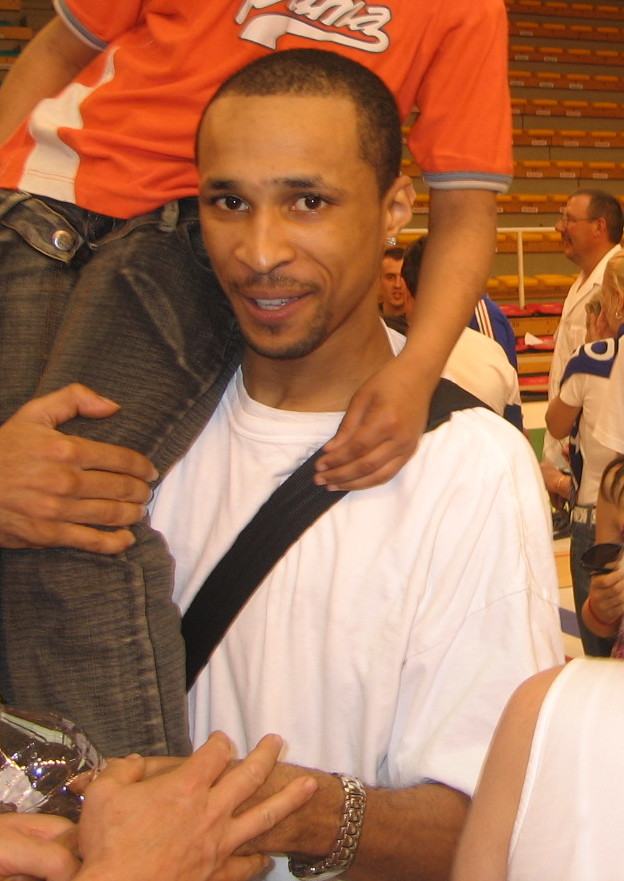
2007년 모습

드워릭 스펜서(Dewarick Spencer, 본명: Dewarick Antwain Spencer, 1982년 5월 4일 ~ )는 시리아 농구 리그의 알카라마 SC(AlKaramah SC)에서 뛰는 미국 프로 농구 선수이다. "디"(Dee)라는 별명을 가진 그는 키가 1.93m이고 포인트 가드와 슈팅 가드 위치를 모두 담당한다.
앨라배마주 모빌 (앨라배마주)에서 2000년부터 2001년까지 아이오와 웨스턴 CC, 2001년부터 2002년까지 포크너 주립 CC, 2003년부터 2005년까지 NCAA 디비전 1의 아칸소 주립 대학에서 뛰었다.

## 프로 경력
스펜서는 로안 합창단 소속이었던 2006~07시즌 프랑스 리그 챔피언십, 프랑스 리그 득점왕, 프랑스 리그 외국인 선수 MVP, 프랑스 올스타전 MVP 등을 석권하며 유럽에서 이름을 알렸다. 2008년, 스펜서는 이탈리아 리그 클럽 비르투스 볼로냐에서 터키 리그 클럽 에페스 필센으로 이적했으며, 에페스는 팀과 함께 세르비아 출전을 거부했다는 이유로 드류 니콜라스를 내보냈다.
2008-09 시즌 동안 유로리그 클럽 르망과 계약한 뒤 프랑스로 돌아왔다. 르망에서 2009년에 프렌치 세마네스 드 애스(French Semanes de As)와 프렌치 컵에서 우승했다. 2010년에는 우크라이나의 BC 부디벨니크에 합류했다.
2011년 디 스펜서는 부디벨니크와 함께 우크라이나 챔피언십에서 금메달을 획득했다. 9,5 EFF로 평균 20,3 mpg, 10,4 ppg, 1,8 apg, 3,8 rpg를 기록했다.
2013년에는 스포팅 알 리야디 베이루트 농구 클럽의 레바논 리그에서 뛰었다. 2013년 8월 그는 페트로치미 반다르 이맘(Petrochimi Bandar Imam)과 계약을 맺었다. 2013년 12월 저장 골든 불스로 임대됐다. 2014년 3월에 레바논 리그로 다시 돌아왔지만 이번에는 사게세와 함께 뛰었다. 2014년 12월, 알 무타헤드 트리폴리와 계약을 맺었다. 2015년 4월, 알 무타헤드를 떠나 베네수엘라의 구아로스 데 라라와 계약했다.
2017년 9월 스펜서는 한국농구연맹 고양 오리온스와 계약했다. 2017년 12월 고양을 떠나 레바논 클럽 챔프빌SC로 이적했다.
2022년 1월 16일, 스펜서는 2022 FIBA 인터컨티넨털 컵을 앞두고 이집트 클럽 자말렉에 의해 발표되었다.